# Abraham Brueghel
Abraham Brueghel (n. noiembrie 1631, Antwerpen, Țările de Jos Habsburgice⁠(d) – d. 1690, Napoli, Imperiul Spaniol) a fost un pictor flamand din celebra familie de artiști Brueghel. A emigrat la o vârstă fragedă în Italia, unde a jucat un rol important în dezvoltarea stilului de natură moartă decorativă barocă.